# قصعين رعي الحمام
قصعين رعي الحمام (الاسم العلمي:Salvia verbenaca) هو نوع من النباتات يتبع جنس القصعين من الفصيلة الشفوية.